# زونبو
زونبو (انگلیسی: Zonbu) شرکت فناوری اطلاعات آمریکایی است، که در سال ۲۰۰۶ تأسیس شد.